# Ishiwata Koitsu
Ne doit pas être confondu avec Tsuchiya Koitsu.
Ishiwata Koitsu (石渡 江逸, Ishiwata Koitsu), né en 1897 et mort en 1987, est un artiste peintre et graveur japonais, appartenant à l’école Shin-hanga.

## Biographie
Koitsu, né à Shiba près de Tokyo sous le nom de Ishiwata Shoichiro était un peintre de style traditionnel japonais qui travaillait aussi les étoffes et la teinte de tissus. Il développa un intérêt pour les estampes à la suite de sa rencontre avec Kawase Hasui (1883-1957) en 1917. 
À la suite du grand tremblement de terre de Kanto en 1923, il travailla comme dessinateur de mode à Yokohama, banlieue de Tokyo qui sera le sujet de ses paysages. Au début des années 1930, il quitta son travail, choisit son nom d’artiste (Koitsu) et fit des estampes dans le style « Shin Hanga » avec l’éditeur Watanabe Shosaburo (1885-1962). Il publie aussi sous le pseudonyme de Yoshimi.
Beaucoup de ses estampes sont des vues des petites villes et des scènes de rue qui montrent la vie ordinaire et le quotidien, sans le romantisme ou le côté théâtral de son mentor Kawase Hasui. Elles eurent peu de succès sur le marché américain, peut-être du fait de leur réalisme et de leur côté « misérable ». À partir de 1935, il quitta le studio Watanabe et a publié avec Kato Junji, notamment en combinant estampes et stencil.